# Cosmos 101
Cosmos 101 (en cirílico, Космос 101) fue un satélite artificial militar soviético perteneciente a la clase de satélites DS (el tercero de tipo DS-P1-Yu) y lanzado el 21 de diciembre de 1965 mediante un cohete Kosmos-2I desde el cosmódromo de Kapustin Yar.

## Objetivos
Cosmos 101 fue parte de un sistema de satélites utilizados como objetivos de prueba para el sistema de radares antibalísticos soviéticos. Los satélites del tipo DS-P1-Yu fueron desarrollados por V. M. Kovtunenko en la OKB-586 y fueron utilizados hasta 1978, con un total de 78 lanzamientos.
El propósito declarado por la Unión Soviética ante la Organización de las Naciones Unidas en el momento del lanzamiento era realizar "investigaciones de la atmósfera superior y el espacio exterior".

## Características
El satélite tenía una masa de 325 kg. El satélite fue inyectado inicialmente en una órbita con un perigeo de 260 km y un apogeo de 550 km, con una inclinación orbital de 49 grados y un periodo de 92,5 minutos.
Cosmos 101 reentró en la atmósfera el 12 de julio de 1966.